# Sycophaginae
Die Sycophaginae bilden eine Unterfamilie der Erzwespenfamilie Pteromalidae.
Das Taxon hat seinen Ursprung als  Sycophagoidae Walker, 1875. Die Typusgattung ist Sycophaga Westwood, 1840. William Harris Ashmead stellte 1904 das Taxon als Sycophaginae in den Rang einer Unterfamilie. Burks et al. (2022) führten aufgrund molekularbiologischer und morphologischer Studien eine Aufspaltung und Umgliederung der Pteromalidae durch. Im Rahmen dieser Revision wurde ein Großteil der Sycophaginae als Unterfamilie den Pteromalidae zugeschlagen. Die Sycophaginae wurden zuvor den Agaonidae und davor den Torymidae zugeordnet.

## Merkmale
Die Anzahl der Geißelglieder ist innerhalb der Sycophaginae variabel. Die Mandibeln sind nicht gekrümmt. Die Scapula (Schultern) sind aufgrund des schmalen Pronotum vorne freigelegt. Die Axilla sind nicht besonders hervortretend. Die Axillula sind vergrößert und konvex. Der Petiolus ist einfach und quer. Die Männchen sind üblicherweise apter (es gibt nur wenige Ausnahmen) und leben innerhalb Feigen (Ficus).

## Lebensweise
Die meisten Vertreter der Sycophaginae sind entweder selbst Gallerzeuger oder parasitieren andere Gallerzeuger in Feigen (Ficus).

## Innere Systematik
Gemäß der Taxonomie von Burks et al. (2022) umfasst die Unterfamilie Sycophaginae folgende Gattungen:
- Anidarnes Bouček, 1993
- Conidarnes Farache & Rasplus, 2015
- Eukoebelea Ashmead, 1904
- Idarnes Walker, 1843
- Neoeukobelea Lal, Farooqi & Husain, 1991
- Pseudidarnes Girault, 1927
- Sycidiphaga Liu, Rasplus & Huang, 2017
- Sycophaga Westwood, 1840